# Ferring Pharmaceuticals
Ferring Pharmaceuticals er en multi-national biofarmaceutisk virksomhed, som identificerer, udvikler og markedsfører medicinske produkter mod sygdomme med fokus på forskningsmål indenfor virksomhedens terapeutiske kerneområder: urologi, gynækologi, obstetrik, gastroenterologi, endokrinologi og hjælp til ufrugtbarhed. Virksomheden, som beskæftiger godt 3.500 medarbejdere i over 40 lande, har sit hovedkvarter (Ferring International Center) i Saint-Prex, Schweiz. 
Medicinalvirksomheden har i dag en årlig omsætning på €600 millioner Euro (€598 millioner i 2003) og er et privatejet selskab, hvor al aktiekapitalen ejes af Dr. Frederik Paulsen Foundation. En årlig rapport er derfor ikke tilgængelig for offentligheden, men virksomheden har i gennemsnit haft en årlig vækst på 15 % i de sidste to årtier.
Ferring har egne produktionsfaciliteter i flere europæiske lande, i Sydamerika, Israel og Folkerepublikken Kina, og har kapacitet til både bioteknologisk og mere traditionel farmaceutisk produktion. Ferrings marketing, medicinalservice og salgsafdelinger opererer fra mere end 40 lande og beskæftiger omkring 2.500 personer på verdensplan, mens deres behandlinger er tilgængelige i mere end 70 lande. Forskningscentre ligger i Storbritannien og USA, mens det internationale servicecenter og udviklingscenter er lokaliseret i Ørestaden i København.

## Virksomhedens historie

### Begyndelse
Virksomheden blev stiftet i foråret 1950 i Malmø af lægen Frederik Paulsen under navnet Nordiska Hormon Laboratoriet. Han var nordfriser og var flygtet fra Tyskland til Sverige i 1935 efter en fængselsstraf for antinazistisk arbejde. I Sverige fandt han hurtigt arbejde indenfor hormonforskning for Organon og Pharmacia. I 1940'erne fokuserede han sin forskning på peptid-hormoner. Peptidhormoner havde dog ikke nogen kommerciel værdi før1948, da to amerikanske forskere fandt frem til at hormonet ACTH kunne bruges i behandlingen af astma og ledbetændelse.
Det lykkedes Frederik Paulsen selv at producere ACTH. Da en række store farmaceutiske virksomheder ikke var interesserede i hans projekt, etablerede han sin egen virksomhed sammen sin senere kone Eva Paulsen. Firmaet havde først til huse i to lejede værelser på i alt 60 m² i en gammel fabrik i Malmø. I 1954 skiftede virksomheden navn til Ferring, som var inspireret af Frederik Paulsens hjemstavn, øen Før. Fering er det frisiske ord for en indbygger på Før og for øens nordfrisiske sprog.
Ferring var en pioner i 1950'erne og 1960'erne med den kommercielle syntese af hormoner, ACTH og andre hypofyse-hormoner. Et afgørende skridt var udviklingen af desmopressin (Minirin). I dag er hovedfokus på forskning og udvikling af behandling med syntetiske peptider og lægemiddelfremstilling.
I 1970'erne trak Paulsen sig efterhånden tilbage fra virksomhedens daglige ledelse og overlod den til sin yngste søn, Frederik Paulsen (jr.), som har været administrerende direktør siden 1988 og nu er er bestyrelsesformand.
I 1984 var Paulsen (den ældre) en af initiativtagerne til Kiel Ferring Foundation og i 1988 stiftede han en fond under navnet Ferring Foundation, som arbejder for bevarelse af historie, sprog og kultur på Før. Paulsen døde i Alkersum på Før i 1997.

### Ferrings ekspansion
Ferrings succes bygger på forskning og kommerciel udvikling af farmaceutiske produkter baseret på naturlige, hypofyseproducerede peptidhormoner, som kan anvendes til at supplere mangler og korrekte abnormiteter, og som dermed har en rolle i behandlingen af livstruende sygdomme og andre medicinske tilstande. Peptider spiller en rolle i stort set alle kroppens systemer. Udviklingen af produktet Minirin (også kaldet Desmopressin), som bruges til behandling af natlig ufrivillig vandladning, dannede grundlaget for virksomhedens internationale ekspansion og stigende indtjening fra og med slutningen af 1980'erne. Minirin er Ferrings vigtigste produkt i virksomhedens portefølje, som også omfatter Pentasa, Glypressin, Menogon, Zomacton og Tractocile.
Samtidig med Ferrings vækst i 1950'erne åbnedes der yderligere kontorer i Tyskland og i Vanløse, Danmark. I 1980'erne ekspanderede virksomheden ud over sin traditionelle europæiske base med datterselskaber i blandt andet Nordamerika og Sydøstasien. Ekspansionen har givet Ferring en to-cifret årlig vækstrate over de sidste to årtier. Andre projekter involverer områderne omkring rejsningsvanskeligheder, blæresansevanskeligheder, fødselsvidenskab, prostatakræft, fødselsforstyrrelser og forstyrrelser i knoglers stofskifte.
Ferring opkøbte i juli 2005 firmaet Bio-Technology General (BTG) fra Savient Pharmaceuticals, Inc. (NASDAQ:SVNT), hvilket gav dem bedre produktionsfaciliteter (i Israel) og bl.a. gav dem de globale rettigheder til at markedsføre Euflexxa.
Virksomheden havde tidligere deres hovedsæde i Danmark, men det blev flyttet til Lausanne, Schweiz i 2000.  Ved en ceremoni den 12. september 2003 startedes konstruktionen af de nye CHF 130 millioner dyre, 23.000 m² og 15 meter store produktionsfaciliteter (inklusiv 3.600 m² til administration) til godt 350 medarbejdere i den samme schweiziske kanton, Vaud. Stedet åbnede den 6. juli 2006 og Saint-Prex blev i december 2006 det fremtidige centraltbeliggende globale hovedsæde. 

### Dr. Frederik Paulsen Memorial Award
Dr. Frederik Paulsen Memorial Award blev stiftet i 2003 som en pris inden for neurologi. Herunder følger dens modtagere siden stiftelsen:
- September 2003: Dr. Yamashita (Japan) fra Tokyo Medical and Dental University

## Danske afdelinger
Ferring Pharmaceuticals A/S har godt 48 datterselskaber, hvoraf tre afdelinger ligger i ￼￼Danmark￼￼. Disse tre afdelinger omfatter samlet godt 550 medarbejdere i henholdsvis Ferring Lægemidler A/S (det danske datterselskab), Ferring Pharmaceuticals A/S (International PharmaScience Center) og Syntese A/S.
Grevinde Alexandra af Frederiksborg er i 2007 blevet bestyrelsesmedlem af Ferring Pharmaceuticals' bestyrelse. 
Ferring A/S, lokaliseret i Vanløse på 10.000 m², blev formelt etableret af grundlæggerens kone Eva Paulsen i 1956 og fokuserer på produktionen af Pentasa, hvis salg er steget dramatisk fra et forbrug på 300 kg i 1986 til over 200 tons i 2006. Ferring meddelte imidlertid, at al produktion ville ophøre ved udgangen af 2008 for at blive flyttet til andre steder i Europa.
Ferring International Center blev etableret i 1999, for sidenhen at blive relokaliseret, da alle Ferrings produktudviklingsaktiviteter fra enhederne i Malmø, København og Kiel blev sammenlagt i Ferrings bygning (International PharmaScience Center) på Kay Fiskers Plads 11 i Ørestad City, København i 2002. Domicilet huser kernefunktioner som produktudvikling, arbejde med registrering af lægemidler samt international markedsføring. IPC ligger i det såkaldte "Medicon Valley", som er et område, der strækker sig fra det nordøstlige Danmark til det sydlige Sverige, og som huser mere end 300 farmaceutiske og bioteknologiske virksomheder.

### Ferringbygningen i Ørestad City
Ferrings domicil Ørestad City, ved siden af Field's og Ørestad Station, blev åbnet for de ansatte i den 1. januar 2002  og officielt åbnet torsdag den 21. marts 2002 af den daværende videnskabsminister Helge Sander og bygningens designer, arkitekten Henning Larsen fra Henning Larsens Tegnestue. Henning Larsens design "kombinerer lys og refleksion med en maskulin geometrisk bygning" og arkitekten udtalte i forbindelse med åbningen: "We believe it demonstrates how traditional values of Danish architecture such as simplicity, purity and functionality can be maintained and developed in a contemporary and sophisticated formal way."
Den vestlige del af grunden består af et højhus primært bygget af stål og glas på 81 meter  og 20 etager , der gør det til den højeste bygning i Danmark med stål som den bærende konstruktion , den fjerdestørste bygning i København  og et af de højeste i Skandinavien. Højhuset indeholder åbne kontorer til 300-350 ansatte i alt og fælles områder. Bygningens hovedindgang vender mod pladsen foran metro-stationen. En glas-væg mellem pladsen og forhalen giver illusionen af at pladsen fortsætter ind i bygningens receptionsområde and elevator foyer. Højhastigheds-elevatorer og en trappe giver både adgang til parkeringspladser under jorden og servicerer kontor-højhuset, motionscenter til medarbejdere, medarbejder- og gæste cafeterier på 19. etage, mindre møderum og en større terrasse på taget.
Den østlige del af bygningen består af en lav del på tre etager indeholdende laboratorier til godt 80 ansatte. Alle tre etager kontrueret omkring en central korridor, som leder fra elevator foyeren i højhuset til østfacaden. To fløje tilføjet bygningens grundlinie huser mindre laboratorier. Midt imellem eksisterer der haveanlæg med forskellige beplantning, hvortil lyset trænger igennem.
Da fagbladet Byggeri i 2002 for 6. år i træk udskrev konkurrencen "Udvalgte byggerier" blev Ferring kåret som vinder i kategorien "erhverv" som Årets Bygning 2002 for sit unikke og visionære bidrag til den københavnske skyline .

## Produkter
Ferring sælger medikamenter med følgende virksomme stoffer:
- Menotropin – Til behandling af frugtbarhedsproblemer
- Urofollitropin – Til behandling af frugtbarhedsproblemer
- Desmopressin – Til behandling af enuresis og diabetes insipidus
- Phospho-Soda – Afføringsmiddel til tarmrensning før en koloskopiundersøgelse
- Mesalazin – Til behandling af kronisk inflammatoriske tarmsygdomme
- Somatropin – Til behandling af vækstproblemer
- Carbetocin – Atoniforebyggende